# جامع العلوم
جامع العلوم، دانشنامه فارسی اثر فخر رازی است. این اثر در حدود سال ۵۷۰ ق/۱۱۷۵م، تألیف شده است. این اثر به نام‌های «ستینی» یعنی ۶۰، منظور شصت باب است و نیز «حدائق الانوار فی حقایق الاسرار» هم شهرت دارد.

## نسخه خطی
- نسخه شماره ۳۸۳۲ کتابخانه ایا صوفیا
- نسخه شماره ۶۱۲ C آکادمی علوم روسیه
- نسخه خطی شماره ۱۱۶۶ مجموعه طباطبایی در کتابخانه مجلس
- نسخه خطی شماره ۲۱۸۸ مجلس
- نسخه شماره ۳۲۶۶ کتابخانه مجلس[۱]

## چاپ کتاب
- چاپ نخست کتاب در بمبئی در سال ۱۳۲۳ق توسط میرزا محمد خان ملک الکتاب، چاپ سنگی
- از روی آن تجدید چاپی در سال ۱۳۴۶ توسط محمد حسین تسبیحی[نیازمند منبع] انجام شده است. (فهرستنامه اهم متون کشاورزی در زبان فارسی - ایرج افشار
- و بالاخره چاپ سوم کتاب به کوشش سید علی آل داوود، در سال ۱۳۸۲ توسط بنیاد موقوفات دکتر محمود افشار منتشر شده است.

## بخش‌های کتاب
کتاب دارای ۶۰ باب یا بخش است که در دو موضوع علوم نقلی شامل دانشهای دینی و مذهبی وعلوم عقلی و فلسفی که جنبه غیر مذهبی دارند دسته‌بندی شده است.
- در بخش نخست: فقه، خلاف، تفسیر، وصایا، قرائت قرآن، نحو، عروض، تاریخ و امثال آن بررسی می‌شود.
- در بخش دوم تشریح، نورشناسی، طب، بیطره، بزاه، ریاضیات، موسیقی، الهیات، هندسه و امثال آن مورد بحث قرار گرفته‌است. در خاتمه در رابطه با علم شطرنج و انواع بازی شامل ۱۵ صورت سخن گفته شده است.[۲]

## نکته
آقای سید محمد باقر سبزواری رساله‌ای به نام امام فخر رازی به نام چهارده رساله در سال ۱۳۴۰ منتشر کرده‌اند. این اثر مربوط به کتاب یواقیت العلوم و دراری النجوم است. ایرج افشار دلیل این اشتباه را شباهت کتاب اخیر با جامع العلوم ذکر کرده‌اند. در حالیکه کتاب یواقیت به صورت سؤال و جواب است و از جامع العلوم متمایز می‌باشد.

## کشاورزی
باب سی و ششم کتاب، «علم الفلاحه» نام دارد و در باب کشاورزی است که شامل ۹ اصل می‌شود.
- شناختن زمین نیک ـ وقت پاشیدن تخم ـ آمیختن سرگین طیور یا تخم ـ دفع آفات ـ نگهداری گندم ـ نگهداری انار ـ نگهداری انگور رستن کدو در مو ـ خواص داروئی انگور.